# Anfipnêustico
Anfipnêustico é um tipo de aerossoma em que só o espiráculo protorácico e o abdominal são funcionais.